# Synagogue de Zamość

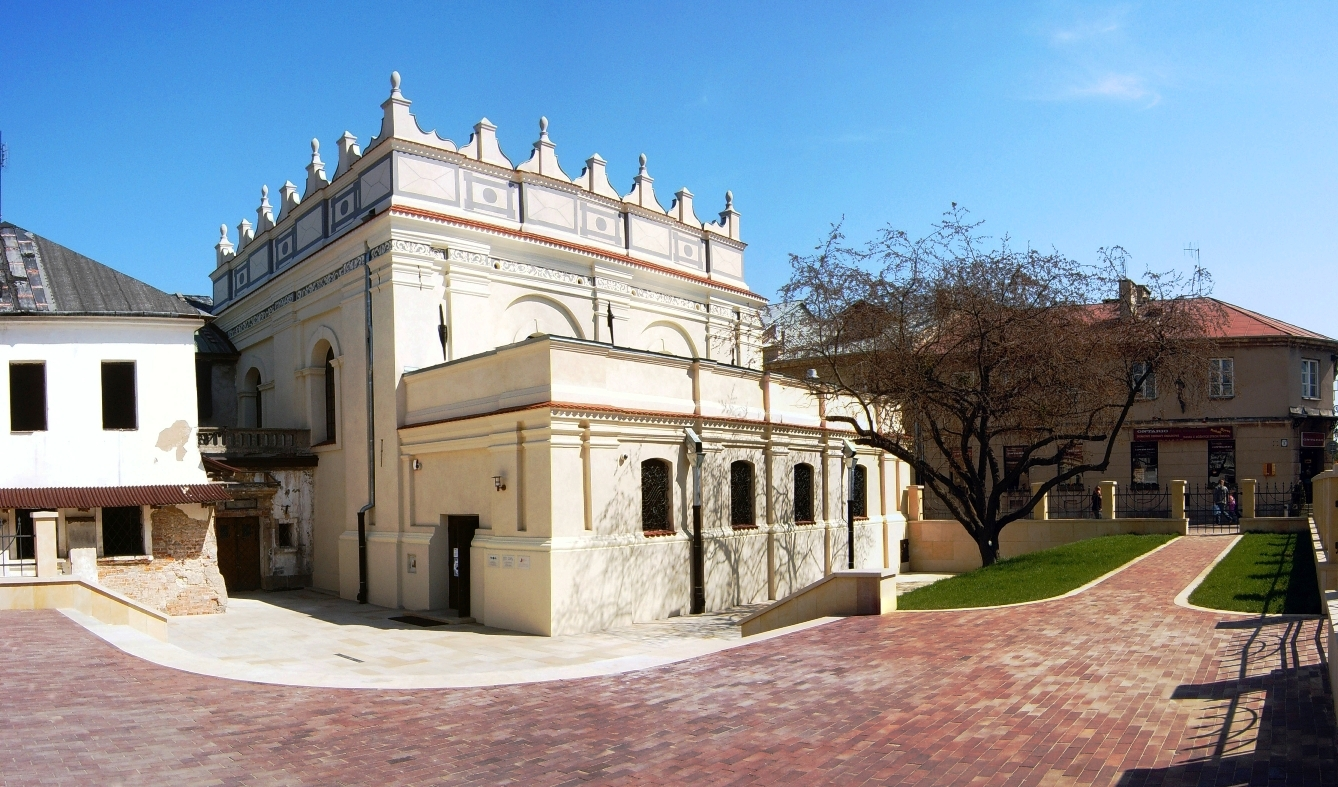
Synagogue de Zamość

La synagogue de Zamość est un bâtiment classé de Zamość, une ville d'environ 65 000 habitants de la voïvodie de Lublin, dans le sud est de la Pologne . Le bâtiment a été érigé de 1610 à 1618 dans la ville planifiée et place-forte. C'est l'une des synagogues les mieux conservées de Pologne et c'est un bâtiment classé .

## Histoire et description
Le bâtiment a été érigé de 1610 à 1618 dans la ville planifiée et forteresse de Zamość, qui n'avait été construite que quelques décennies plus tôt sur la base des plans du maître d'œuvre vénitien Bernardo Morando (1540-1600) sous le magnat polonais Jan Zamoyski (1542- 1605). Le style architectural de cette synagogue est attribué à la fin de la Renaissance .
Le bâtiment principal a un haut attique au-dessus. À l'intérieur, la grande salle est caractérisée par un haut plafond voûté et de nombreux stucs. L'arche sainte de la Torah dans la synagogue date de la première moitié du XVIIe siècle et donc de l'époque de la construction du bâtiment .
Pendant la Seconde Guerre mondiale, la synagogue a été dévastée par les nazis qui ont envahi la Pologne depuis l'Allemagne et en ont fait un atelier de menuiserie pendant cette période. Après la guerre, la synagogue a été réparée et restaurée. L'un des vestibules a également été construit entre 1946 et 1950. À partir de 1958, la bibliothèque municipale occupa les locaux de la synagogue.
La bibliothèque n'a été déménagée qu'au printemps 2005. La synagogue a ensuite été restituée à la communauté juive. Depuis lors, d'importants travaux de restauration ont été effectués sur le bâtiment, dont certains sont cofinancés par des fonds de fondation. Les plans prévoient une salle de réunion publique et d'événement dans laquelle un musée juif et un centre d'éducation sont intégrés .

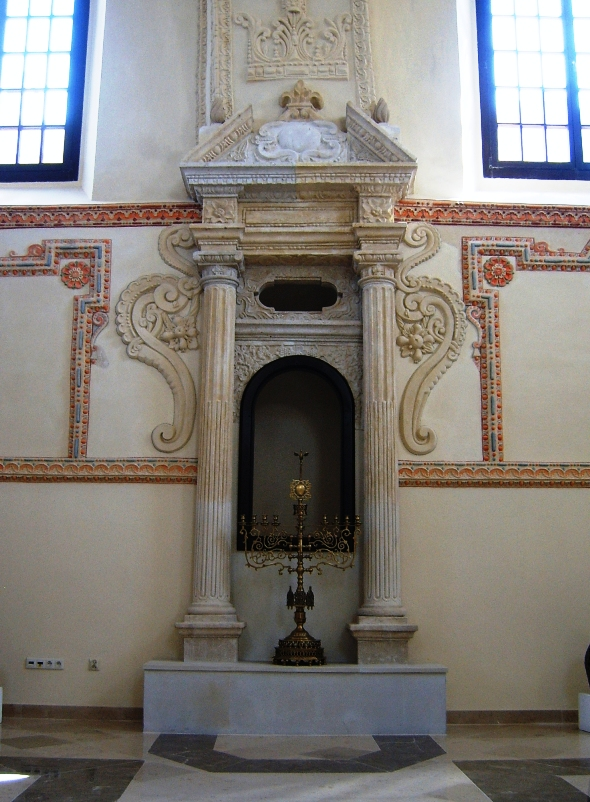
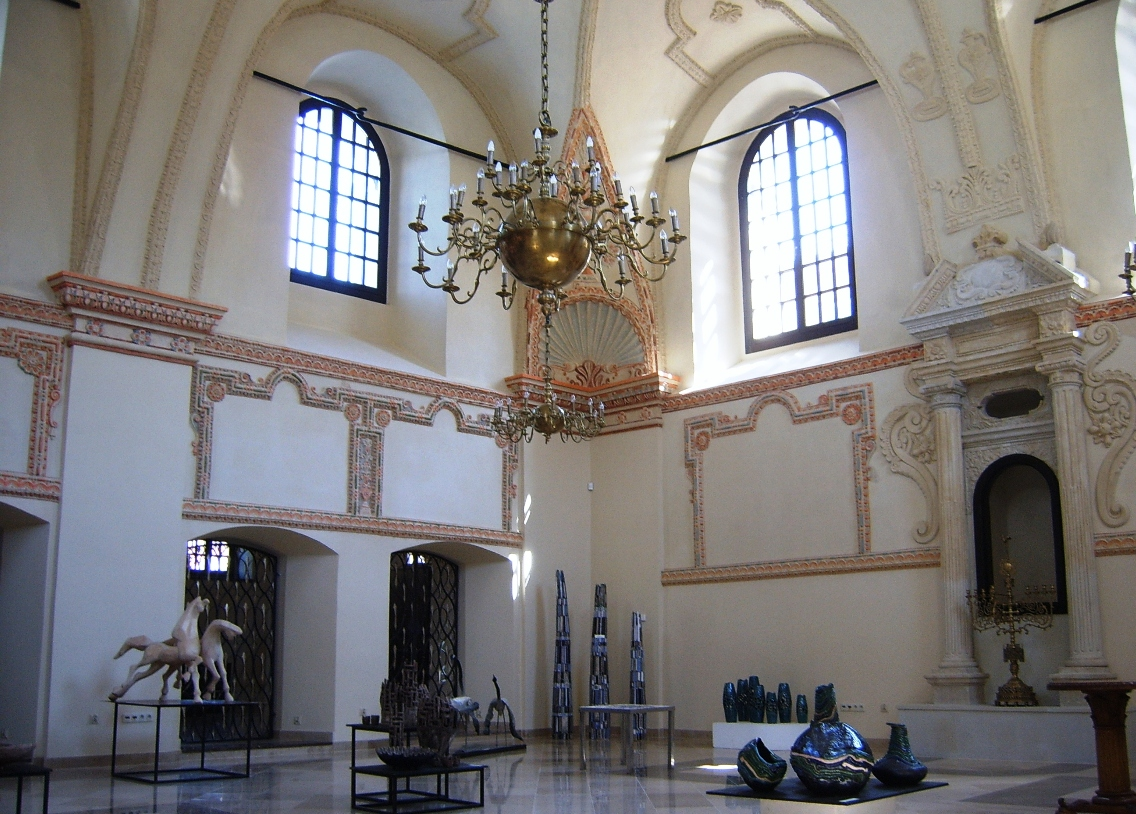
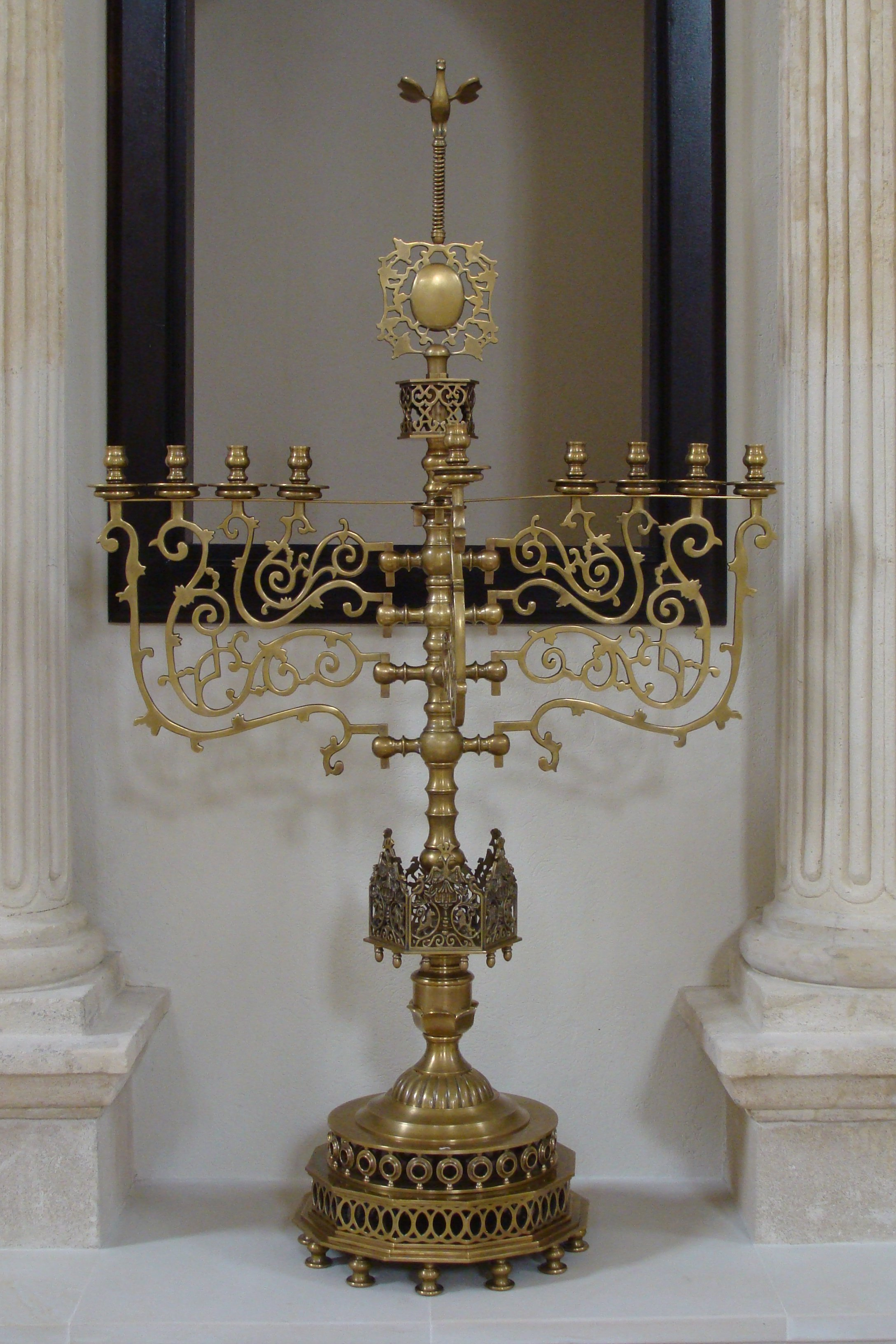
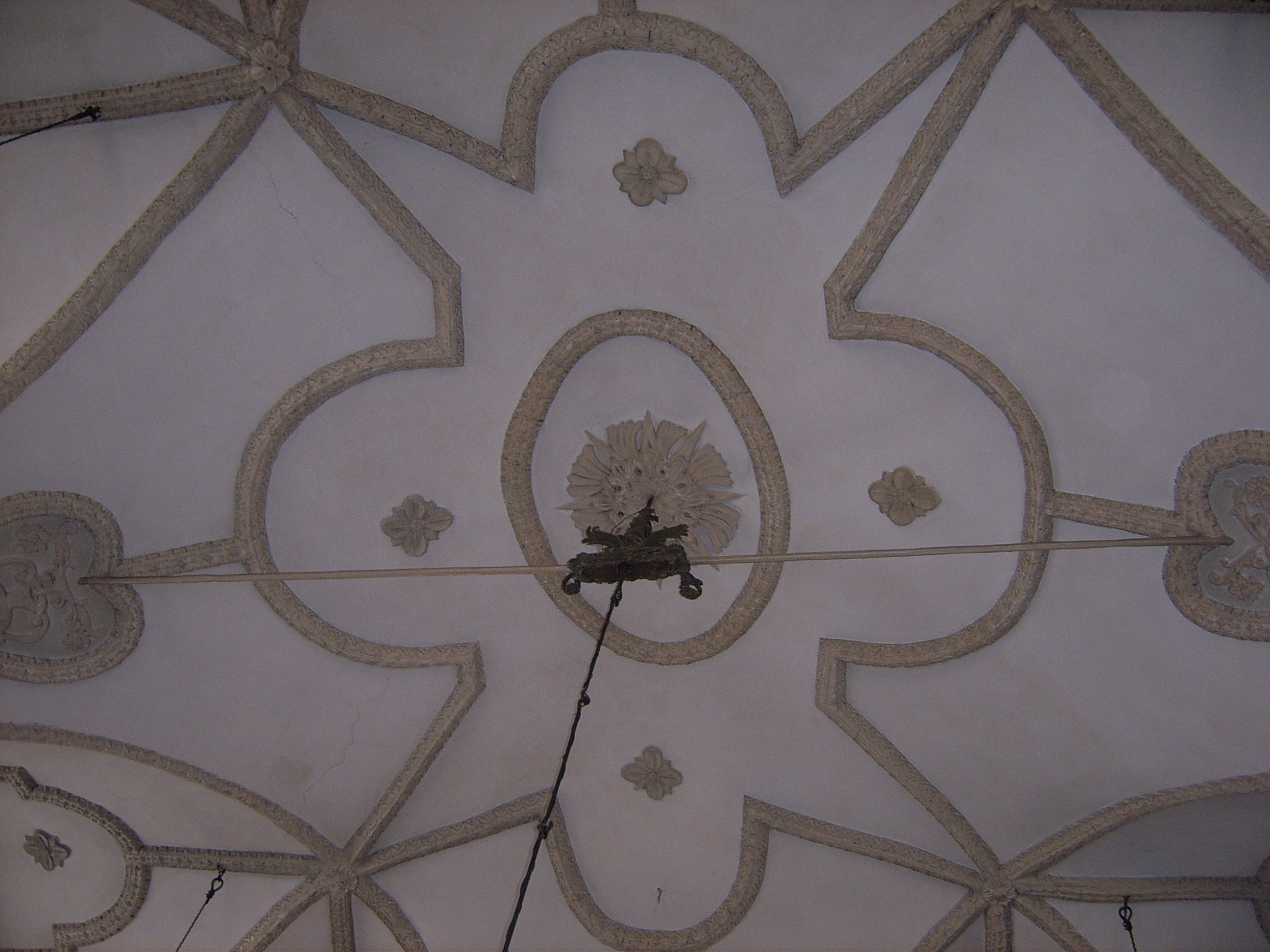